# Ганс-Вальтер Паль
Ганс-Вальтер Паль (нім. Hans-Walter Pahl; 16 серпня 1919, Куксгафен — ?) — німецький офіцер-підводник, оберлейтенант-цур-зее крігсмаріне.

## Біографія
1 жовтня 1938 року вступив на флот. З 7 червня по 15 листопада 1943 року пройшов курс підводника, з 16 листопада по 31 грудня — курс командира взводу. З січня 1944 року — вахтовий офіцер в 29-й флотилії. З 1 червня по 15 липня 1944 року пройшов курс командира підводного човна. 20 липн 1944 року направлений на будівництво підводного човна U-2331. З 12 вересня 1944 року — командир U-2331. 10 жовтня 1944 року пережив загибель човна внаслідок аварії і наступного дня був переданий в розпорядження 32-ї флотилії. З березня 1945 року — командир U-2327, з 3 травня 1945 року — командир U-2369. 5 травня 1945 року наказав затопити човен в рамках операції «Регенбоген». 8 травня 1945 року взятий в полон британськими військами.

## Звання
- Кандидат в офіцери служби озброєнь (1 жовтня 1938)
- Фенріх служби озброєнь (1 грудня 1939)
- Оберфенріх служби озброєнь (1 серпня 1940)
- Лейтенант служби озброєнь (1 квітня 1941)
- Оберлейтенант служби озброєнь (1 січня 1943)
- Оберлейтенант-цур-зее (1 квітня 1943)

## Нагороди
- Залізний хрест 2-го класу (1940)
- Нагрудний знак флоту (16 жовтня 1942)